# Chiesa di San Lorenzo (Cogorno)
La chiesa di San Lorenzo è un luogo di culto cattolico situato nel comune di Cogorno, in via Benedetto Chiappe, nella città metropolitana di Genova. La chiesa è sede della parrocchia omonima del vicariato di Sturla e Graveglia della diocesi di Chiavari.

## Storia

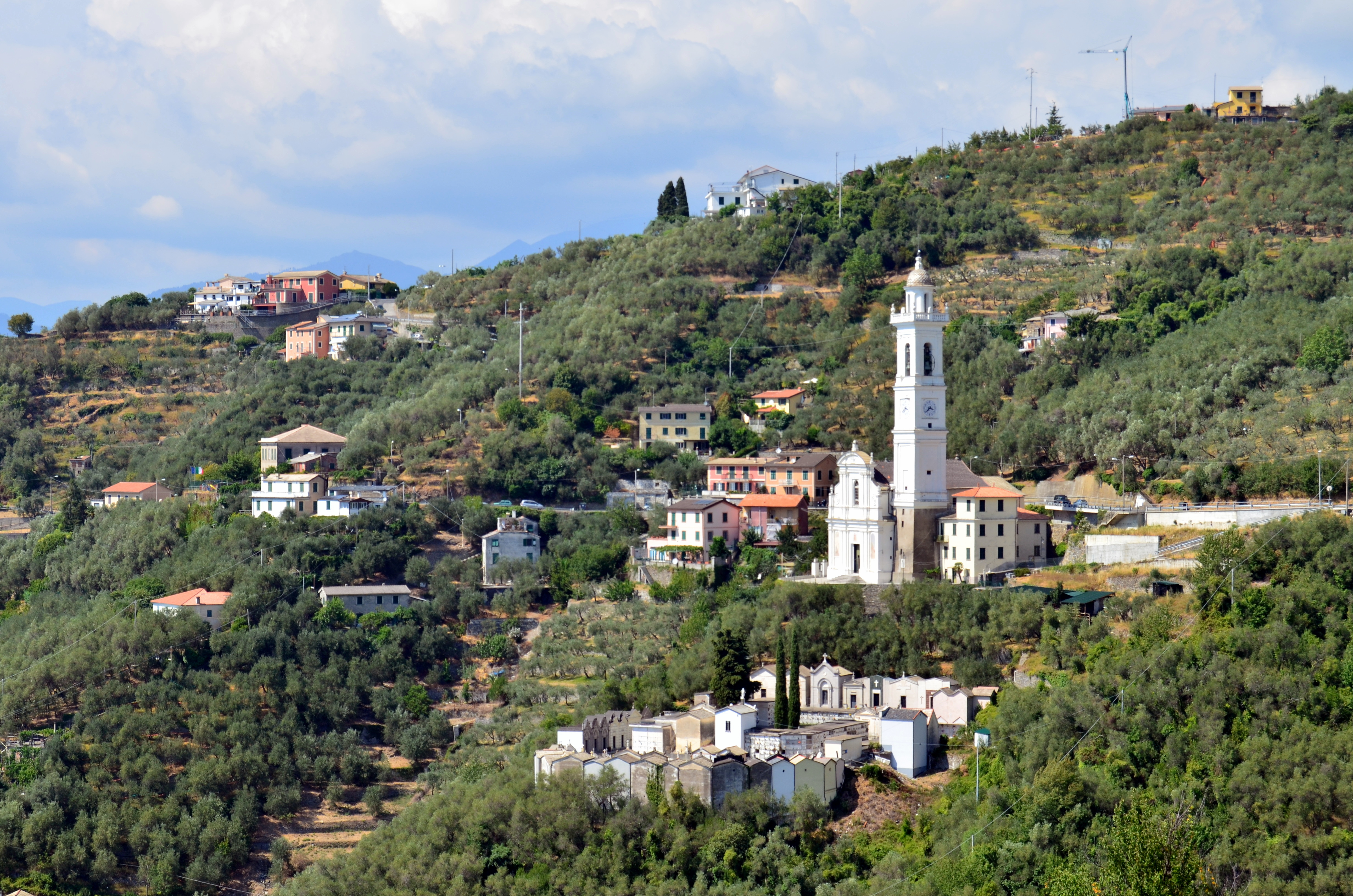
Visuale della chiesa e di Cogorno

Anticamente, sul luogo dove oggi sorge l'attuale edificio parrocchiale, era presente un antico monastero dei monaci Benedettini, risalente molto probabilmente all'XI secolo. La proprietà di tale monastero passò sotto il controllo dell'abbazia benedettina della Chiusa di San Michele (Torino) - conosciuta con la denominazione de Sacra di San Michele - per ordine pontificio di papa Urbano II che ne decretò la proprietà con la bolla papale datata al 17 marzo 1095.
Il possesso del monastero verrà negli anni successivi confermata anche dai pontefici Innocenzo II nel 1134, Innocenzo III nel 1216 che nell'occasione elencò e censì i vari possedimenti della diocesi di Torino in Italia, Francia e Spagna, e da papa Innocenzo IV - uno dei maggiori esponenti della famiglia nobiliare dei Fieschi - che nel 1245 ricontrollò l'elenco del suo predecessore apportandone qualche modifica.
Fu soltanto nel 1258 che la chiesa di San Lorenzo di Cogorno diventò, per bolla pontificia di Alessandro IV, possedimento della basilica dei Fieschi del borgo fliscano di San Salvatore; in quell'occasione l'edificio fu inoltre eretto a Prioria. Negli anni a seguire alla parrocchia, che già nella visita apostolica di monsignor Francesco Bossi del 1582 risultò Rettoria indipendente, le fu aggiunta la comunità parrocchiale di Sant'Antonino martire di Breccanecca; quest'ultima, attuale frazione del comune, fu resa indipendente da Cogorno dal 13 agosto del 1825. Nel 1899 fu elevata a Prevostura.

## Descrizione

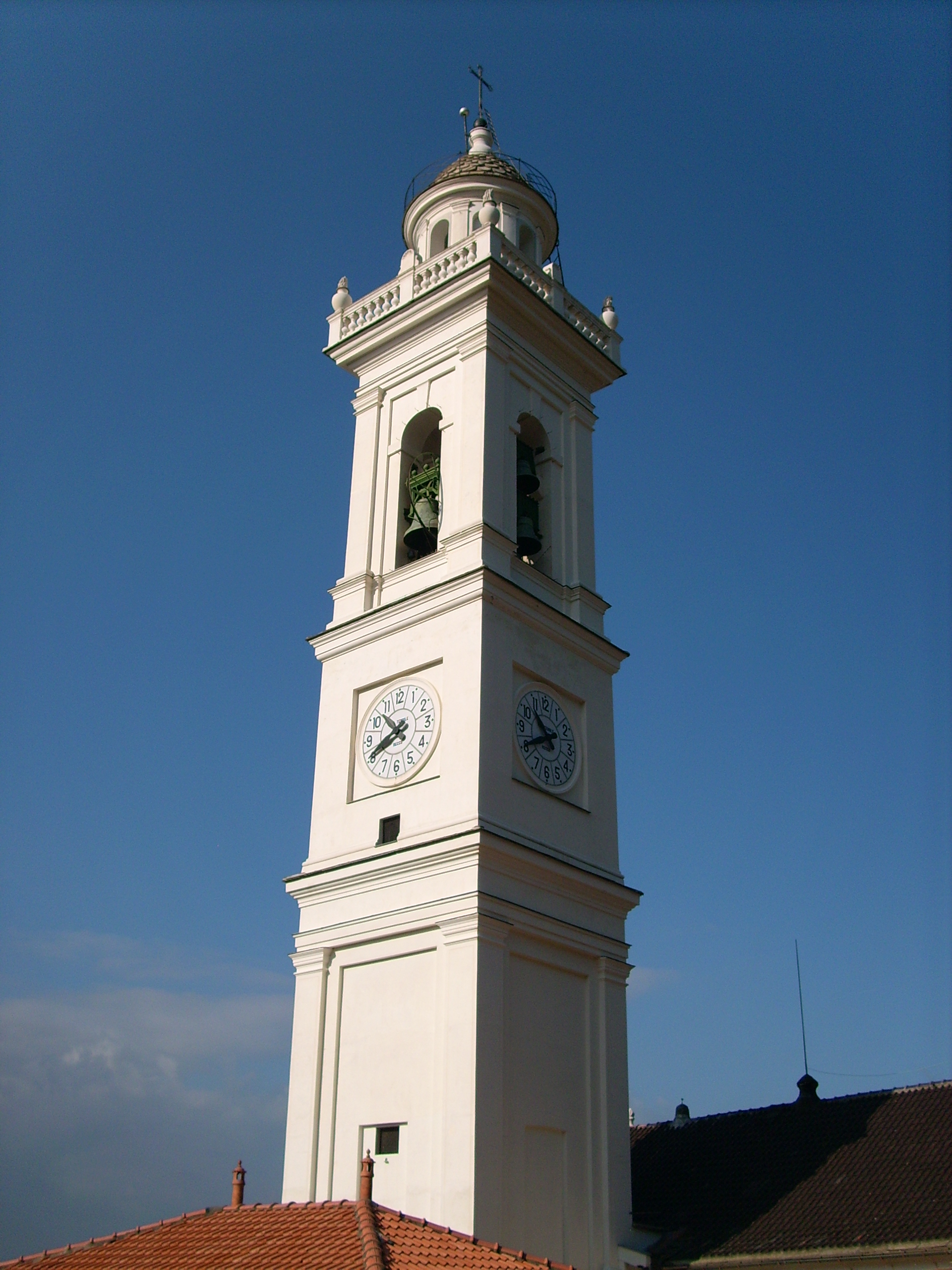
Particolare del campanile

I lavori per la riedificazione dell'edificio avvennero tra il 1720 e il 1723 e la sua consacrazione ufficiale fu celebrata il 23 ottobre del 1796 dall'arcivescovo di Genova monsignor Giovanni Lercari; l'adiacente campanile fu invece eretto quasi un secolo prima, tra il 1626 e il 1627.
Nuovi lavori, urgenti a causa di un'improvvisa frana, interessarono la struttura nel 1883 che vide il rifacimento del coro e delle due sagrestie; gli ultimi restauri conservativi risalgono al 2000 dove si è proceduto al rifacimento della facciata e della torre campanaria; la torre campanaria ospita un concerto di otto campane fuse, le prime cinque dalla fonderia Barigozzi di Milano nel 1908, la Campana Maggiore è stata rifusa dalla fonderia Picasso di Avegno nel 1921 a seguito di rottura, e le tre campane minori sono state fuse nel gennaio 2013 dalla ditta ECAT di Mondovì.
L'interno si presenta in stile barocco, rettangolare con volta a botte lunettata, e con la presenza di sei cappelle laterali lungo le pareti scandite da lesene.